# Aedes mediolineatus
Aedes mediolineatus é um espécie de mosquito do Género Aedes, pertencente à família Culicidae.